# Aetrocantha
Aetrocantha là một chi nhện trong họ Araneidae.